# كيس محيط بالقمة
الكيس المحيط بالقمة (بالإنجليزية: periapical cyst)‏ أو الكيس الجذري أو الكيسة الجذرية (بالإنجليزية: radicular cyst)‏ (بالإنجليزية: root cyst)‏ هو الكيس الأكثر شيوعا في الفك. وهو ناتج عن نخر أو حفر في اللب ويسبب في تسوس السن أو اذاه. غشاء الكيس يقع على الخلية المالاسية. عادة، الكيس ليس له أعراض، ولكن العدوى الثانوية يمكن أن تسبب الألم. في الصور الشعاعية الصورة غامقة (منطقة مظلمة) حول قمة جذر السن.
الكيس الجذري هو أكثر الأمراض شيوعا من ناحية الالتهابات.حيث ينشأ من بقايا الانسجة الطلائية في أربطة اللثة نتيجة التهاب. الالتهاب عادة يتبعه موت من لب السن.الكيس الجذري عادة موجود في قمة السن.الخراج ممكن يستمر حتى بعد خلع السن وتسمى ب بقايا الخراج أو الخراج المتبقي.
-التعريف: هو كيس سني المنشأ يأتي من التهاب ويسبقه عدة اشياء.
-اقسامه: ينقسم إلى ثلاثة أقسام
1-	كيس قمي (يوجد في قمة الجذر)
2-	كيس جانبي 
3-	بقايا كيس
-	علم أسباب المرض: يأتي بسبب فيزيائي أو كيميائي أو بكتيري يؤدي إلى اصابة اللب ومن ثم إلى موته يتبعه اثارة الخلايا الظهارية التي توجد في اربطة السن.
-	أسباب الكيس الجذري:
الخراج عادة سبب عدوى في الجذر بواسطة السوس. ونتيجة النخر في اللب يؤدي إلى فتح طريق للسموم في الجذر مما يؤدي إلى العدوى. هذا الالتهاب يؤدي إلى تكوين رد الفعل الالتهابية (ندبة). ويمكن لهذه الآفات تنمو لتصبح الآفات كبيرة لأنها تضغط على العظم وتؤدي إلى إعادة امتصاصه. السموم الصادرة عن انهيار النسيج الحبيبي هي واحدة من الأسباب الشائعة لارتشاف العظام.
هذه الخراجات ليست الأورام الحقيقية
-المرض:
يتشكل الكيس الجذري في 3 مراحل، وهي كما يلي:
1-مرحلة البدء
2-مرحلة تشكيل الكيس 
3-مرحلة توسيع الكيس 
1-	مرحلة البدء:
ومن المتفق عليه عموما أن البطانة الظهارية من هذه الأكياس مستمدة من مساند الخلايا الظهارية من الخلايا المالاسيه في أربطة اللثة. ولكن في بعض الحالات، بطانة الظهارية قد تكون مشتقة من:
ظهارة التنفسية العلوية في الجيوب الأنفية عندما يتصل آفة الكيس مع جدار الجيوب الأنفية.
ظهارة الفم من الجهاز ناسوري.
عن طريق الفم انتشار ظهارة من الجيوب اللثوية.
2-	مرحلة تشكيل الكيس:
هناك نوعان من النظريات حول ذلك وهي على النحو التالي: -
أولا: تشير النظرية الأكثر قبولا على نطاق واسع أن رد الفعل الأولي يؤدي إلى تشكيل الكيس هو انتشار مساند الظهارية في منطقة القمة المشاركة من خلال الورم الحبيبي. استمرار هذا الانتشار مع زيادة كتلة الظهارية في الحجم عن طريق تقسيم الخلايا على هامش الطبقة القاعدية من البشرة السطحية. خلايا الجزء المركزي من الكتلة تنفصل أكثر وأكثر من التغذية بالمقارنة مع الطبقة القاعدية بسبب الذي فشلوا في الحصول على التغذية الكافية، وأنها في نهاية المطاف تتحول، ويصبح النخر والتسييل. وهذا يخلق تجويف الظهارة المبطنة مملوءة بسائل.
ثانيا: وتشير نظرية أخرى أن الكيس قد تشكل من خلال انتشار ظهارة من أجل تكوين خط تجويف مسبق تشكلت من خلال تنخر وانحطاط النسيج الضام في الحبيبي ذروية. ومع ذلك، فإن وجود ظهارة أو انتشار طلائي بالقرب من منطقة نخر ليست شائعة.
3-	مرحلة التوسع:
قدم العمل التجريبي أدلة على أن التناضح يساهم في زيادة في حجم الكيس. ووجد الباحثون أن السوائل الخراجات جذري لها مستوى الجلوبيولين غاما بأكثر من نصف تقريبا لمصل المريض نفسه. افرازات بروتين البلازما وحمض الهيالورونيك، وكذلك المنتجات من انهيار الخلية تساهم في الضغط الاسموزي عال من السائل الكيسي على جدران الكيس الذي يسبب ارتشاف العظام وتضخم الكيس.
-	علم المجهر:
الكيس قد أو قد لا تكون مصابة. عند وجود عدوى، الكائنات الشعية تم عزلها من كيس جذري. الكائنات الحية الدقيقة الموجودة أساسا في قناة الجذر هي 75% غرام + ve و 24% غرام – ve، بينها العقديّات الغالبة. وتوجد في الآفات الجذرية مثل الخراجات الجذرية اللاهوائيات. بالإضافة إلى ذلك توجد في الحالات التي طال أمدها -الانحلالي وغير العقديّات الانحلالي جنبا إلى جنب مع اللاهوائيات.
-	في العيادة:
التوسع في الكيس يسبب تآكل أرضية الجيب الفكي. بمجرد أن يدخل في الفك العلوي يبدأ التوسع، تحدث بشكل أسرع قليلا لأن هناك مساحة المتاحة للتوسع. الأسنان المتضررة تاصل لضرر سبب اطلاق النار. هذا هو التشخيص تقريبا من عدوى اللب.
1) غالبا: - وهو الكيسي الأكثر شيوعا من الفك تضم ما يقرب من 52.3٪ من الآفات 
2) العمر: - في القديم كانت كثيرة اما الآن هناك انخفاض تدريجي.
3) الجنس: - وهو أكثر شيوعا في الذكور يشكلون حوالي 58٪ وبين الإناث التي تضم حوالي 42٪.
4) العرق: يشارك المرضى البيض حول ضعف عدد المرضى السود.
5) الموقع: - ويحدث ذلك مع تردد من 60٪ في الفك. على الرغم من أنه قد يحدث في جميع المجالات الأسنان تحمل كل من الفكين ولكن يحدث في المنطقة الأمامية العلوية. القواطع مستبطنة الجانبية العليا وعادة ما تكون الأسنان المخالف. ويحدث ذلك غالبا في قمم الأسنان المعنية. ومع ذلك فإنها قد تكون وجدت في الاطراف القنوات الجذرية التبعي.
- علامات في الجسم:
إجمالي العينة قد تكون الكتل الكيسية حالها كروية أو بيضاوية، ولكن غالبا ما تكون غير منتظمة. الجدران تختلف من رقيقة للغاية لسمك 5mm. قد يكون السطح الداخلي على نحو سلس أو مموج العقيدات جدارية الصفراء. المحتويات السائلة عادة ما تكون بنية من انهيار الدم وعند وجود بلورات الكوليسترول التي تضفي على الذهب البرتقالي أو اللون القش.
-	المظاهر السريرية:
الخراجات الجذرية الصغيرة عادة ما تكون بلا أعراض ويمكن أن ينكشف عندما تؤخذ اشعة داخل.
الآفات الكبيرة تظهر ببطء مع توسع التورم. في البداية التوسع هو عظمي ولكن من الصعب كما يزيد من الكيس في الحجم ويصبح العظم ضعيف للغاية، على الرغم من الترسب. الكيس يتآكل تماما، والعظام سوف تظهر تقلبات.
في الفك، قد يكون هناك توسع للشدق والحنك بينما في الفك السفلي عادة ما يكون شفوي أو الشدق.
الألم والعدوى هي المظاهر السريرية الأخرى من بعض الخراجات الجذرية. هذه الخراجات هي غير مؤلمة. ومع ذلك، لوحظ الشكوى من الألم أيضا في المرضاء دون أي دليل على الإصابة.
في بعض الأحيان، والجيوب الأنفية قد تؤدي إلى الضرر من تجويف في الغشاء المخاطي للفم
في كثير من الأحيان قد يكون هناك أكثر من كيس جذري. ويعتقد العلماء أن هناك كيس الأفراد عرضة للحصول علهيه الذين يظهرون قابلية خاصة لتطوير الخراجات الجذرية.
الخراجات الجذرية الناتجة عن الأسنان اللبنية هي نادرة جدا 
الأشعة السينية يكاد يكون من المستحيل التفريق بين الحبيبي من الكيسي. إذا كانت آفة كبيرة فمن المرجح أن تكون ورما. الأشعة السينية كلا الحبيبي والكيسي تظهر على شكل شعاعي، ويرتبط مع قمة الأسنان غير حيوي.
ميزات التصوير الشعاعي: - داخل الفم قمي الأشعة هي الصور الشعاعية المشتركة التي تستخدم لتقديم مساعدات التشخيص من وجهة نظر الإشعاعية.
الأشعة السينية، هي مناطق للأشعة مستديرة أو بيضاوية محاطة هامش معتمة ضيقة، والتي تمتد من الصفيحة . في الخراجات المصابة أو توسع الكيس، لا يجب النظر إلى هوامش معتمة. ارتشاف الجذر هو نادر ولكن قد تحدث.
غالبا ما يكون من الصعب التفريق بين شعاعيا الخراجات الجذرية وحبيبية قمي.
وتعطى إشعاعي عرض جذري الكيس في التفصيل على النحو التالي:
م
حيط والشكل --- محيط وعادة ما يكون الحدود القشرية واضحة المعالم. في حالة إصابة الكيس ثانوي، رد فعل للالتهابات العظام المحيطة بها قد يؤدي إلى فقدان هذه القشرة أو تغيير القشرة إلى الحدود أكثر تصلبا. مخطط جذري الكيس عادة هي منحنية أو دائرية إلا أنه يتأثر الهياكل المحيطة مثل الحدود القشرية.
الهيكل الداخلي --- في معظم الحالات، الهيكل الداخلي جذري الكيس هو شعاعي. في بعض الأحيان، تكلس التصنع قد تتطور في الخراجات منذ فترة طويلة تظهر موزعة صغيرة الجسيمات الراديوية عتامة.
الآثار المترتبة على الهياكل المحيطة --- إذا كان الكيس الجذري هو قد تعرض لضرر كبير والتشريد وارتشاف من جذور الأسنان المجاورة قد يكون نمط ارتشاف مخطط المنحني. في حالات نادرة، قد الكيس ممتص جذور الأسنان غير الحيوية ذات الصلة. الكيس قد المنغلفة في غار، ولكن يجب أن يكون هناك دليل على وجود حدود قشرية بين محتويات الكيس والبنية الداخلية للغار. اللوحات القشرية الخارجية للفك العلوي والفك السفلي قد تنمو في شكل منحني أو دائري
المظاهر التشريحية المرضية: قد تكون العينة الإجمالية كروية أو بيضاوية الكيس سليمة، ولكن غالبا ما تكون غير منتظمة ومنهارة. الجدران تختلف من رقيقة للغاية لسمك 5mm . قد يكون السطح الداخلي على نحو سلس أو مموج. الدراسات التشريحية المرضية تبين الميزات التالية ---
1) البطانة الظهارية: - تقريبا كل الأكياس الجذرية هي كليا أو جزئيا مبطنة طبقية قشري الطلائية ومجموعة في سمك 1-50 طبقات الخلية. والاستثناء الوحيد لهذا هو في تلك الحالات النادرة من آفات ذروية من الجيب الفكي.
2) راشتون من زجاجي الهيئات: - في حوالي 10٪ من حالات الخراجات الجذرية، ويتم العثور على جثث زجاجي راشتون في بطانات الظهارية. نادرا جدا ما توجد في كبسولة ليفية.
3) انشقاقات الكولسترول: - تم العثور على ترسب بلورات الكوليسترول في العديد من الخراجات الجذرية، وكمية قليلة ولكن لا بأس به من تراكم الكوليسترول في الدم يمكن أن يحدث من خلال تحلل وتفكك الخلايا الليمفاوية وخلايا البلازما والضامة يشاركون في العملية الالتهابية، مع ما يترتب على الإفراج عن نسبة الكولسترول في الدم من هم الجدران.
4) الكبسولة الليفية: - الليفة الكبسولية من جذر الكيس يتكون من حزم متوازية مختصرة أساسا من ألياف الكولاجين محيطيا والنسيج الضام.
5) خلايا التهابية: - الخلايا الالتهابية الحادة موجودة في تكاثر مستمر. الخلايا الالتهابية المزمنة موجودة في النسيج الضام .
-العلاج
يجب إزالة المصدر (أي النخر) من خلال استئصال اللب الكامل (أي علاج قناة الجذر) أو استخراج الأسنان التي عليها الضرر، والكيس وينبغي أن يخلع.
العلاج: -
1) علاج اللب: -
يتم استبعاد الآفات الطرفية بما في ذلك الأكياس الجذرية التي كتبها الجسم مرة واحدة تتم إزالة العوامل المسببة. معظم الخراجات الجذرية يمكن أن تخضع القرارات التالية معالجة قناة الجذر ولا تتطلب التدخل الجراحي. ويشار إلى أن إدراج ملف أو صك آخر قناة الجذر وراء الثقبة قمي (ل1-2mm في) تنتج التهاب حاد عابر التي قد تدمر بطانة الظهارية جذري الكيس وتحويله إلى الورم الحبيبي. وهكذا، مما أدى إلى قراراته.
المضاعفات المتوقعة: -
1) السرطاني / الأورام التغييرات: -
الحرشفية سرطان الخلايا أو نظيرة الجلد سرطان قد تنشأ في بعض الأحيان من بطانة الظهارية جذري الكيس.
2) امراض الفك الكسر: -
إذا الكيس قد تآكلت تماما العظام خاصة إذا كان موجودا في المنطقة الخلفية وهو أمر نادر جدا في حالة جذري الكيس فإنه قد يسبب مرضية كسر عظم الفك.
3) العدوى الثانوية: -
الكيس قد يصاب بشكل ثانوي ويخلق مزيد من التعقيدات.